# Melanagromyza virens
Melanagromyza virens är en tvåvingeart som först beskrevs av Friedrich Hermann Loew 1869.  Melanagromyza virens ingår i släktet Melanagromyza och familjen minerarflugor. Inga underarter finns listade i Catalogue of Life.